# Slaka landskommun
Slaka landskommun var en tidigare kommun i Östergötlands län.

## Administrativ historik
När 1862 års kommunalförordningar trädde i kraft inrättades i Sverige cirka 2 500 kommuner. Huvuddelen av dessa var landskommuner (baserade på den äldre sockenindelningen), vartill kom 89 städer och åtta köpingar. Då inrättades i Slaka socken i Hanekinds härad i Östergötland denna kommun. 
Vid kommunreformen 1952 uppgick denna  i Kärna landskommun som 1967 uppgick i Linköpings stad som 1971 ombildades till Linköpings kommun.